# Pulau Merapas
Pulau Merapas är en ö i Indonesien.   Den ligger i provinsen Kepulauan Riau, i den västra delen av landet, 800 km norr om huvudstaden Jakarta. Arean är 0,64 kvadratkilometer.
Terrängen på Pulau Merapas är platt. Öns högsta punkt är 55 meter över havet. Den sträcker sig 1,1 kilometer i nord-sydlig riktning, och 1,1 kilometer i öst-västlig riktning.